# Pristavo
Pristavo é um assentamento localizado no município de Brda na Eslovênia. Possuía uma população estimada de 11 habitantes em 2020.